# Peintures de Goya dans la chartreuse d'Aula Dei

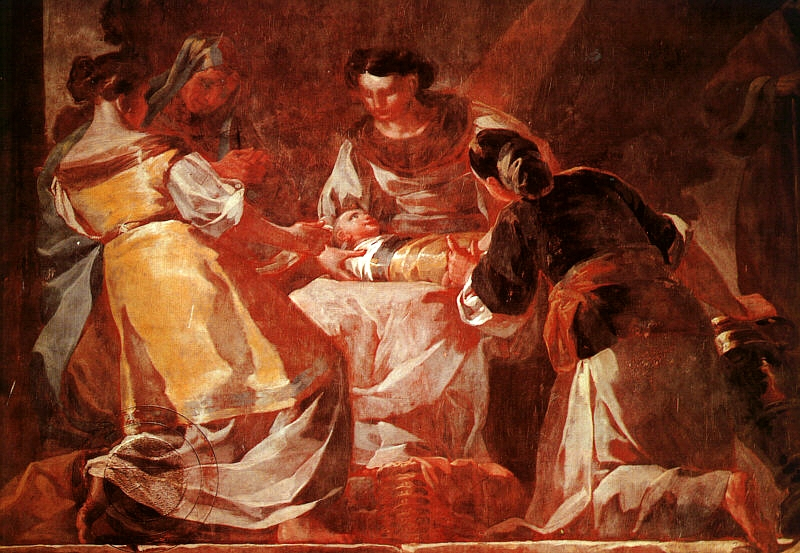
Détail de la Naissance de la Vierge, de la série de peintures de la chartreuse d'Aula Dei (1774).

Les peintures dans la chartreuse d'Aula Dei sont un cycle d'œuvres picturales réalisées al secco (huile sur mur) par Francisco de Goya pour décorer l'église du monastère de la chartreuse d'Aula Dei de Saragosse entre 1773 et 1774. De ses onze peintures originales, seules sept sont conservées, à la suite de l'abandon du monastère à cause du désamortissement.

## Histoire
Après son retour de voyage de formation en Italie, Goya reçut plusieurs commandes de peintures murales, parmi lesquelles celle de la fresque de la voûte du cœur de la basilique de Nuestra Señora del Pilar de Saragosse, qu'il réalisa avec L'Adoration du nom de Dieu, œuvre qui satisfait l'organisme chargé de la construction du temple. Immédiatement après, il entreprend la réalisation de peintures murales pour la chapelle du palais des comtes de Sobradiel, avec une peinture religieuse qui est arrachée en 1915 et dispersée en pièces conservées, en majeure partie, au musée de Saragosse. La partie qui couvrait le toit, intitulée L’enterrement du Christ (musée Lazarre Galdiano), est particulièrement notable.
Mais ses travaux les plus remarquables demeurent sans doute l'ensemble de peintures pour la chartreuse d'Aula Dei, près de Saragosse — un monastère situé à une dizaine de kilomètres hors de la ville, et où son beau-frère Manuel Bayeu est moine —, qu'il réalise à partir de 1773 à la suite de la commande des moines Félix Salcedo et José Lalana. Cet ensemble est constitué de grandes frises peintes à l’huile sur les murs qui relatent la vie de la Vierge Marie depuis ses aïeux (saint Joachim et sainte Anne) jusqu'à la présentation de Jésus au Temple, épisode qui clôt la série en 1774, et demeure l'une des œuvres les plus originales de la jeunesse de Goya.
Entre 1835 et 1837, l'Espagne poursuit son long travail de désamortissement sous la direction de Juan Álvarez Mendizábal : des onze peintures originales, seules sept sont conservées ; de grands dégâts ont été causés, et les quatre autres peintures ont été refaites par les frères Paul et Amédée Buffet en 1903, après que la chartreuse ait été acquise par l'ordre des Chartreux pour l’accommodation de deux communautés françaises de chartreux en 1901. Les sept peintures qui ont été conservées ont également souffert quelque dommage, mais ont été restaurées en 1978-1979.

## Description
Le peintre aragonais démontre avec cette œuvre maîtriser la peinture murale de grandes dimensions : ce sont des scènes qui mesurent entre 5 et 10 mètres de longueur et d'environ 3 mètres de haut chacune ; elles couvrent la totalité du périmètre des murs de l'église. La série est constituée de onze scènes de la vie de la Vierge qui se distribuent comme une frise le long des murs de la chapelle du monastère. La succession d'estampes démarre avec un San Joaquín y Santa Ana (« Saint Joaquim et Sainte Anne » ou « L'annonciation à Saint Joachim ») située sur les portes de la base du temple, pour s'alterner postérieurement avec chacun des côtés de l'Évangile et de l'Épître. Ainsi, la fresque continue à droite avec la Nacimiento de la Virgen (« Naissance de la Vierge ») et à gauche avec les Desposorios de la Virgen y San José (« Fiançailles de la Vierge et de Saint Joseph » ou « Les fiançailles de la vierge »). Suivent la Visitación de María a su prima Isabel (« Visite de Marie à sa cousine Isabelle » ou « La visitation »), La Circuncisión (« La Circoncision »), Adoración de los Reyes Magos (« Adoration des Rois Mages »), et pour finir avec les œuvres encore conservées : Presentación de Jesús en el templo (« Présentation de Jésus au temple »).
Dans ces œuvres, on peut remarquer la capacité pour inventer de grands ensembles picturaux et trouver le bon compromis entre l'unité et la variété, bien que la monumentalité que lui prêtent les fonds architecturaux n'arrive pas à rompre avec l'étatisme quelque peu grandiloquent et l'horizontalité des compositions. Il situe en général une masse centrale qui contient des protagonistes de la scène isolés par des espaces vides qui sont prolongés par un paysage et des formes architecturales jusqu'à d'autres groupes de personnages secondaires situés à chacune des extrémités du tableau.
Parmi les choses les plus remarquables de la série, sont à mentionner la précision et la technique du pinceau, appliqué avec décision et qui obtient une définition claire des plis et des rondeurs des formes, de caractère esquissé et géométrique ; ainsi que la justesse de la composition, qui obtient un effet théâtral et spectaculaire en situant le point de vue assez bas et en dotant d'une certaine naturalité les gestes des personnages — un aspect que l'on retrouvera plus tard dans la peinture de Goya.
Le résultat est un ensemble d'aspect monumental et académique, qui se situe aussi bien dans la peinture baroque tardive qu'à une approche d'un classicisme qui a dû satisfaire les commanditaires et des observateurs de l'importance d'Anton Raphael Mengs, le recteur du goût néoclassique de son temps : il a apprécié la série et y a vu des aptitudes chez le jeune peintre qui ont certainement influencé le fait qu'un peu plus tard, Goya ait été appelé à la Cour comme peintre de cartons pour tapisserie de la Fabrique royale de tapisserie.